# 宮崎裕子
宮崎 裕子（1951年7月9日—），女性，原為律師（弁護士），自2018年1月9日起擔任日本最高裁判所法官。
宮崎是東京大學法學部畢業，1977年進入司法修習所，結業後於1979年加入第一東京律師公會，並於1984年取得美國哈佛大學法學學位。宮崎的父親也是法官，曾告訴她「法庭當中是沒有男女性別之分的」，她因此以擔任法曹（律師司法官）為志向。在律師執業期間曾經受任為日本IBM公司的訴訟代理人，並成功的贏得了撤銷對該公司約日幣1200億元課税處分的勝訴判決。
宮崎於2018年1月9日就任最高裁判所法官，特別的是她對外使用本姓（即不使用夫姓），是該裁判所第一位使用本姓的女法官（自2017年9月開始允許法官及其他職員在判決及令状等訴訟文書上使用本姓）。

## 發言
- 宮崎對於變更原有制度而允許法官使用本姓一事曾經表示：「（改變）來的實在是太慢了。若能再早一點就好了」。而對於日本民法允許夫妻得選擇各自保有其本姓（夫婦別姓）的修正，她也認為「夫妻有選擇是否維持本姓的權利完全不會造成問題。在現代社會多樣化的價值觀當中，盡可能的提供不同選項是非常重要的事」[3]。

## 備註
1. 1 2  最高裁判事就任の宮崎裕子氏「旧姓を最高裁でも使う」　産経新聞 2018年1月9日
2. ↑  ひと 宮崎裕子さん＝旧姓使用する初の最高裁判事　毎日新聞 2018年1月26日
3. ↑  最高裁判事で初の旧姓使用 宮崎氏、選択的別姓を支持 （页面存档备份，存于）、共同通信、2018年1月9日。

## 關連項目
- 最高裁判所
- 最高裁判所裁判官

## 外部連結
- 宮崎裕子 - 最高裁判所（页面存档备份，存于）